# جون غودير
جون غودير (بالإنجليزية: John Goodyear)‏ هو لاعب كرة قدم أمريكية أمريكي، ولد في 10 يونيو 1920 في لا غرانت في الولايات المتحدة، وتوفي في 7 مارس 2002 في ريفرسايد في الولايات المتحدة.

## وصلات خارجية
- جون غودير على موقع مرجع كرة القدم المحترفة.كوم (الإنجليزية)